# Подводное царство
«Подво́дное ца́рство» (фр. Sadko au royaume sous-marin), в источниках на французском языке «Садко́» (фр. Sadko) — одноактный балет, картина подводного царства (фр. tableau sous-marin) в постановке М. М. Фокина на музыку Н. А. Римского-Корсакова из оперы «Садко» с декорацией и костюмами Б. И. Анисфельда. Впервые представлен силами труппы Русский балет Дягилева 6 июня 1911 года в театре Шатле, Париж.

## История
В источниках наблюдаются расхождения при указании названия балета. В западном балетоведении принято название «Садко» (фр. Sadko), или точнее «Садко в подводном царстве» (фр. Sadko au royaume sous-marin), в отечественном балетоведении преимущественно используется название «Подводное царство». В то время как в воспоминаниях С. Л. Григорьева указано название «Садко» (картина  «Подводное  царство»), в мемуарах М. М. Фокина и у Е. Я. Суриц фигурирует «Подводное царство» (картина из оперы «Садко»). В балетных энциклопедиях приводится название «Подводное царство» из оперы «Садко». Очевидно, под названием «Садко» подразумевается опера целиком, тогда как балет «Подводное царство» представляет всего лишь одну её картину.
Официальная программа 6-го Русского сезона (3-го парижского в Шатле, июнь 1911) состояла из двух программ. 1-я программа (или 1-й спектакль) была показана 6, 8, 9 и 10 июня и включала «Карнавал», 2 парижские премьеры «Нарцисс» (первый показ в Париже), «Видение розы» и мировую премьеру (фр. création) «Садко». 2-я программа (2-й спектакль) была представлена 13, 15, 16 и 17 июня, включая «Шехеразаду», премьеру «Пери», «Битву при Керженце» (симфонический антракт, музыка Н. А. Римского-Корсакова), «Видение розы» и мировую премьеру «Петрушки».
Григорьев писал, что для законченной увлекательной программы не хватало «захватывающего и экзотического ансамблевого балета наподобие „Половецких плясок“, <…> и Дягилев предложил акт из оперы Римского-Корсакова „Садко“, известный под названием „Подводное царство“, куда входили массовые танцы». Имена танцовщиков не были обозначены в программе, поскольку в балете был задействован широкий состав кордебалета. Согласно программе, балет «Подводное царство» является смешанным оперно-балетным представлением с пением и танцами.

## Премьеры
- 1911 — 6 июня в Шатле, Париж. «Подводное царство» (картина из оперы «Садко»)[7]. Музыка Н. А. Римского-Корсакова, хореография М. М. Фокина, декорация и костюмы Б. И. Анисфельда; дирижёр Н. Н. Черепнин, режиссёр С. Л. Григорьев[1][2]. Основные исполнители танцев: Б. Ф. Нижинская, Л. Ф. Шоллар, Л. П. Чернышёва[4], Л. Войциховский[7]; среди оперных исполнителей выступили К. С. Исаченко[4], Степанова и К. Д. Запорожец[11].

В. М. Паппе местом первого показа ошибочно указано Монте-Карло, тогда как, согласно другим источникам, мировая премьера состоялась в Париже. Первый показ балета не мог состояться в Монте-Карло, поскольку труппа там впервые выступила в апреле, когда даже к репетициям «Подводного царства» не приступали, а начали его репетировать в Риме накануне парижского сезона. По этому поводу В. М. Красовская заметила, что «Петрушка» и сцена подводного царства из оперы Римского-Корсакова «Садко» «требовали многочисленного и опытного кордебалета, доступного лишь на месяцы парижских и лондонских гастролей».
- 1916 — 25 августа, Сан-Себастьян, Театр Эухении-Виктории. «Подводное царство» (картина из оперы «Садко»). Новая редакция в хореографии и по либретто Адольфа Больма[4], музыка Николая Римского-Корсакова, декорации Бориса Анисфельда, костюмы Наталии Гончаровой; дирижёр Эрнест Ансерме[4]. Основные исполнители танцев: Любовь Чернышёва, Дорис Фейтфул, Адольф Больм, Георгий Язвинский[5].

10 марта 1912 года постановка Фокина была представлена в Санкт-Петербурге, вызвав неоднозначную реакцию критиков и публики.

## Восприятие
Григорьев передал реакцию парижской публики: «„Садко“ с его пылким проявлением русского темперамента, пришёлся по вкусу, а финальная массовая сцена произвела почти такой же фуррор, как танцы из „Князя Игоря“».
Красовская полагала, что Фокин проявил к балету мало интереса, поэтому «танец остался только иллюстративным». Но это оправдывалось тем, что Фокин был загружен работой по постановке трёх новых балетов, которую следовало закончить в короткие сроки. Основное внимание балетмейстер уделил постановке «Петрушки», которую Стравинский считал лучшей работой Фокина. Согласно оценке Красовской, «„Подводное царство“, отделённое от действия оперы „Садко“, превратилось в самодовлеющее красочное полотно, где живопись Анисфельда соревновалась со звукописью морской стихии у Римского-Корсакова. К тому же в музыке рек, ручейков, золотых и краснопёрых рыбок, морских царевн не было ни стихийной мощи, ни разгула дикой страсти, какие отличали музыку „Половецких плясок“». Балетовед цитировала оценку Тугендхольда: «Фокин проявил массу изобретательности и наблюдательности, почти для каждого выхода морских плясунов были придуманы свои особенные имитативно-рыбьи телодвижения». По мнению Красовской, ни раковины-трубачи, ни огненные морские коньки и прочие чудеса морской фауны не прибавляли ценности хореографии.